# Urssaf Caisse nationale
 (janvier 2022).
Si vous disposez d'ouvrages ou d'articles de référence ou si vous connaissez des sites web de qualité traitant du thème abordé ici, merci de compléter l'article en donnant les références utiles à sa vérifiabilité et en les liant à la section « Notes et références ».
Urssaf Caisse nationale (ou Agence centrale des organismes de sécurité sociale (Acoss)) est un établissement public à caractère administratif, sous les tutelles conjointes du ministère des Affaires sociales et du ministère de l'Économie et des Finances.
Elle est chargée de gérer la trésorerie de chacune des branches du système de Sécurité sociale français et de superviser la branche « recouvrement » avec notamment le réseau des Urssaf, qui emploie près de 13 500 personnes.

## Histoire du recouvrement des cotisations sociales

### Avant 1945: chacun gère le recouvrement de ses cotisations
Avant la mise en place du système français de Sécurité sociale obligatoire en 1945, plusieurs dispositifs étaient déjà en place pour protéger les travailleurs face aux risques sociaux. Certains étaient à l’initiative de l'État comme la loi du 5 avril 1928 qui permettait aux salariés de bénéficier d’une assurance maladie, maternité, invalidité, vieillesse et décès. D’autres étaient d’initiatives privées comme la création en  janvier 1918 d'une « caisse de compensation » par Émile Marcesche, qui préfigure des futures caisses d'allocations familiales. Les cotisations sociales étaient alors recouvrées par l'État ou par les caisses elles-mêmes.

### 1945: avec la création de la Sécurité sociale naît l’idée d’un organisme chargé de collecter les cotisations
Les deux ordonnances du 4 et 19 octobre 1945 instaurent un régime général de Sécurité sociale obligatoire qui vise à unifier le système de protection sociale français. Il protège les Français dans quatre domaines précis à savoir : la maladie, la vieillesse, les accidents du travail et la famille. Le recouvrement des cotisations est assuré par les caisses qui géraient ces risques : maladie et vieillesse d’une part et famille d’autre part. Ces ordonnances prévoient la possibilité pour les caisses de se regrouper ce qui permettra par la suite, la création des unions de recouvrement (Urssaf).

### 1960: les Urssaf sont généralisées sur tout le territoire
L’article 1er du décret n°60-452 du 12 mai 1960, relatif à l’organisation et au fonctionnement de la Sécurité sociale, prévoit la création obligatoire des Urssaf pour le recouvrement, l’encaissement des cotisations et la gestion des contentieux afférente à ces opérations.

### 1967: création d’une caisse nationale
La Caisse nationale de Sécurité sociale est créée dès 1945 elle est notamment chargée d’assurer une unité de trésorerie entre les caisses mais il faudra attendre les ordonnances du 21 août 1967, ratifiées par la loi du 31 juillet 1968 pour voir naître la Caisse nationale (appelée Acoss) sous sa forme actuelle avec comme principale mission d'assurer la gestion commune de la trésorerie des différentes caisses de Sécurité sociale. Elle exerce, à ce titre, un pouvoir de direction et de contrôle sur les unions de recouvrement;
Le 25 juillet 1994, la loi n° 94-637 désigne l’Acoss comme la « Caisse nationale des Urssaf » ce qui signifie qu’elle est désormais chargée de leur tutelle budgétaire, ainsi que de la définition, de la mise en œuvre et du suivi des politiques de leur réseau.  Ces pouvoirs sont renforcés par les ordonnances dites « Juppé » de 1996.

### 2020: crise du Coronavirus
En pleine épidémie de Covid-19, la Caisse nationale des Urssaf bénéficie d'une levée exceptionnelle de son plafond d'emprunt jusqu'à 70 milliards d'euros (au lieu de 39 milliards) afin de compenser les pertes liées au gel des cotisations sociales pour les entreprises pendant la durée du confinement. L'arrêt temporaire du paiement des cotisations devrait en effet engendrer une baisse de 29 milliards d'euros sur la période allant jusqu'au 30 avril 2020. Cet emprunt de 70 milliards d'euros octroyé par décret gouvernemental constitue un record historique pour la sécurité sociale. En 2021, l'Agence centrale des organismes de Sécurité sociale (Acoss) change de nom et devient Urssaf Caisse nationale.

## Missions

### Financement de la protection sociale en France
La Caisse nationale des Urssaf assure la collecte et la gestion des ressources des quatre branches de la Sécurité sociale (maladie, famille, retraite, accidents du travail-maladies professionnelles), qui servent des prestations telles que le remboursement de soins médicaux, les pensions de retraites ou les allocations familiales.
Le modèle de financement de la protection sociale française est fondé sur les principes de solidarité et d’universalité : chacun contribue selon ses moyens et reçoit une aide en fonction de ses besoins. En vue de clarifier la gestion financière des branches, l'Urssaf Caisse nationale est chargée de l’individualisation de la trésorerie de chaque branche par un suivi permanent des prévisions et réalisations comptables.

### Recouvreur social pour le compte de tiers
À sa création, la branche recouvrement était exclusivement au service du régime général de la Sécurité sociale. Au fil des ans, la Caisse nationale et son réseau ont été chargées par les gouvernements successifs de recouvrer les cotisations pour un nombre croissant d’organismes tiers. Ils recouvrent par exemple, pour le compte de l’Unedic, du fonds de solidarité vieillesse (FSV), de la Caisse nationale de solidarité pour l’autonomie (CNSA), du fonds CMU ou encore des Autorités organisatrices de la mobilité.

### Services aux cotisants
Afin de proposer des solutions adaptées aux différentes catégories de cotisants, l'Urssaf Caisse nationale et son réseau ont développé plusieurs services de simplification comme le Tese destiné aux entreprises de moins de 20 salariés ou le Cesu et Pajemploi pour les particuliers employeurs. Ces dispositifs visent également à lutter contre la fraude.

### Publication de données statistiques
La mission de recouvrement des cotisations sociales confère à l’Urssaf Caisse nationale une place importante dans l’observation socio-économique. Ainsi, elle a été labellisée comme statistiques publiques par l’Autorité de la statistique publique en 2013. Cette labellisation porte sur les données trimestrielles de masse salariale du secteur privé en France et les données mensuelles et trimestrielle des déclarations d’embauches des affiliés au régime général de la Sécurité sociale française.  

## Organisation et fonctionnement

### Organisation territoriale
L'Urssaf Caisse nationale pilote le réseau de la branche recouvrement de la Sécurité sociale Française. Ce réseau est composé de :
- 21 Urssaf (à la suite de la régionalisation progressive des Urssaf entre 2012 et 2014)
- 4 CGSS (caisse générale de sécurité sociale) dans les DOM
- 1 CSS (caisse de Sécurité sociale) à Mayotte
- 1 CCSS (Caisse commune de Sécurité sociale) en Lozère
- 8 centres nationaux dédiés aux offres de services : Chèque emploi service universel (Cesu), Pajemploi, Chèque emploi associatif (Cea), Titre emploi service entreprise (Tese), Titre firmes étrangères, ainsi que deux Centres Nationaux des Travailleurs Frontaliers en Suisse (CNTFS)

### Fonctionnement
La gouvernance de l’Urssaf Caisse nationale est assurée par : 
- Un Comité de Direction qui assure le fonctionnement quotidien et le pilotage du réseau. Le Directeur Général est nommé en Conseil des Ministres.
- Depuis le plan Juppé de 1996 qui a réformé leur mode de gouvernance, la Caisse nationale est administrée par :
  - 52 administrateurs représentants les partenaires sociaux (26 titulaires + 26 suppléants)
  - Quatre personnes qualifiées dans les domaines d’activité des unions de recouvrement désignées par l'État.
  - 3 administrateurs représentants du personnel avec voix consultative[19]

Marc Poisson (Medef)  préside le Conseil d’Administration depuis 2023 et Pierre-Yves Chanu (CGT) en assure la Vice présidence depuis 2012. 
| Identité                   | Période          | Période          |
| Identité                   | Début            | Fin              |
| -------------------------- | ---------------- | ---------------- |
| Jean-François Chadelat (d) | 1987             | 1990             |
| Jean-Louis Bühl (d)        | 3 septembre 1990 | 13 janvier 2003  |
| Frédéric Van Roekeghem     | 6 février 2003   | 19 avril 2004    |
| Louis-Charles Viossat      | 19 avril 2004    | 6 juin 2005      |
| Jean-Luc Tavernier         | 1er juillet 2005 | 21 juin 2007     |
| Pierre Ricordeau (d)       | 25 juillet 2007  | 5 avril 2013     |
| Jean-Louis Rey (d)         | 5 avril 2013     | 1er janvier 2017 |
| Yann-Gaël Amghar (d)       | 1er janvier 2017 | 16 janvier 2024  |
| Damien Ientile (d)         | 21 février 2024  | En cours         |

### Relation avec l'État
L'État français est également impliqué dans la gouvernance de la Caisse nationale des Urssaf, au même titre que les autres organismes de la Sécurité sociale française. Il s’appuie notamment sur :
- la direction de la Sécurité sociale (DSS) qui veille à l’adéquation des prestations avec les besoins de la population et au respect de l’équilibre financier des régimes.

- l'Assemblée nationale et le Sénat qui exercent un pouvoir d’orientation législatif, de contrôle, et votent les lois de financement de la Sécurité sociale (LFSS).

L’état dispose de deux modes d’interventions auprès des organismes : d’une part, le contrôle et l’évaluation de l’activité faisant appel à différents corps de contrôles. D’autre part l’orientation des politiques sociales dont un des principaux leviers est la signature des conventions d’objectifs de gestion (COG). Conclue entre les caisses nationales et l'État elles formalisent dans un document contractuel, les objectifs à atteindre et les moyens à mettre en œuvre pour moderniser et améliorer la performance du système de protection sociale français.  Elles ont été instaurées en 1996 par les ordonnances Juppé. La dernière convention 2018-2022 a été signée en avril 2018.

## Chiffres clés de la branche recouvrement de la Sécurité sociale

### Répartition des cotisations recouvrées en fonction des différents attributaires en 2016
Sur 429,7 milliards d'euros de cotisations sociales recouvrées par l’Urssaf Caisse nationale et son réseau en 2016, 75 % sont destinées à financer le régime général de Sécurité social (maladie, accidents du travail et maladies professionnelles, famille et vieillesse), soit 320,4 milliards d'euros. 99,38 % des cotisations sociales ont été recouvrées cette même année. Les frais de fonctionnement du réseau représentent 0,26 % des sommes encaissées.

### Typologie des cotisants au régime général de Sécurité sociale en France (2016)
L'Urssaf Caisse nationale et son réseau gèrent 9,7 millions de comptes cotisants :
- 2,2 millions de comptes d’entreprises, administrations et collectivités locales
- 3,3 millions de comptes de travailleurs indépendants
- 3,5 millions de comptes de particuliers employeurs
- 0,7 million de comptes autres (dont les praticiens et auxiliaires médicaux)[26]